# Arrondissement Niort
Das Arrondissement Niort ist eine Verwaltungseinheit im französischen Département Deux-Sèvres innerhalb der Region Nouvelle-Aquitaine. Hauptort (Sitz der Präfektur) ist Niort.
Im Arrondissement liegen zehn Wahlkreise (Kantone) und 121 Gemeinden.

## Wahlkreise
- Kanton Autize-Égray (mit 6 von 26 Gemeinden)
- Kanton Celles-sur-Belle
- Kanton Frontenay-Rohan-Rohan
- Kanton La Plaine Niortaise
- Kanton Melle
- Kanton Mignon-et-Boutonne
- Kanton Niort-1
- Kanton Niort-2
- Kanton Niort-3
- Kanton Saint-Maixent-l’École

## Gemeinden
Die Gemeinden des Arrondissements Niort sind:
| 1. Aiffres (79003)                        | 2. Aigondigné (79185)                            | 3. Alloinay (79136)                 | 4. Amuré (79009)                      |
| 5. Arçais (79010)                         | 6. Asnières-en-Poitou (79015)                    | 7. Aubigné (79018)                  | 8. Augé (79020)                       |
| 9. Avon (79023)                           | 10. Azay-le-Brûlé (79024)                        | 11. Beaussais-Vitré (79030)         | 12. Beauvoir-sur-Niort (79031)        |
| 13. Bessines (79034)                      | 14. Bougon (79042)                               | 15. Brieuil-sur-Chizé (79055)       | 16. Brioux-sur-Boutonne (79057)       |
| 17. Brûlain (79058)                       | 18. Caunay (79060)                               | 19. Celles-sur-Belle (79061)        | 20. Chef-Boutonne (79083)             |
| 21. Chenay (79084)                        | 22. Chérigné (79085)                             | 23. Cherveux (79086)                | 24. Chey (79087)                      |
| 25. Chizé (79090)                         | 26. Clussais-la-Pommeraie (79095)                | 27. Coulon (79100)                  | 28. Couture-d’Argenson (79106)        |
| 29. Échiré (79109)                        | 30. Ensigné (79111)                              | 31. Épannes (79112)                 | 32. Exireuil (79114)                  |
| 33. Exoudun (79115)                       | 34. Fontenille-Saint-Martin-d’Entraigues (79122) | 35. Fontivillié (79064)             | 36. Fors (79125)                      |
| 37. François (79128)                      | 38. Fressines (79129)                            | 39. Frontenay-Rohan-Rohan (79130)   | 40. Germond-Rouvre (79133)            |
| 41. Granzay-Gript (79137)                 | 42. Juillé (79142)                               | 43. Juscorps (79144)                | 44. La Chapelle-Pouilloux (79074)     |
| 45. La Crèche (79048)                     | 46. La Foye-Monjault (79127)                     | 47. La Mothe-Saint-Héray (79184)    | 48. La Rochénard (79229)              |
| 49. Le Bourdet (79046)                    | 50. Le Vanneau-Irleau (79337)                    | 51. Le Vert (79346)                 | 52. Les Fosses (79126)                |
| 53. Lezay (79148)                         | 54. Limalonges (79150)                           | 55. Lorigné (79152)                 | 56. Loubigné (79153)                  |
| 57. Loubillé (79154)                      | 58. Luché-sur-Brioux (79158)                     | 59. Lusseray (79160)                | 60. Magné (79162)                     |
| 61. Mairé-Levescault (79163)              | 62. Maisonnay (79164)                            | 63. Marcillé (79251)                | 64. Marigny (79166)                   |
| 65. Mauzé-sur-le-Mignon (79170)           | 66. Melle (79174)                                | 67. Melleran (79175)                | 68. Messé (79177)                     |
| 69. Nanteuil (79189)                      | 70. Niort (79191)                                | 71. Paizay-le-Chapt (79198)         | 72. Pamproux (79201)                  |
| 73. Périgné (79204)                       | 74. Plaine-d’Argenson (79078)                    | 75. Prahecq (79216)                 | 76. Prailles-La Couarde (79217)       |
| 77. Prin-Deyrançon (79220)                | 78. Rom (79230)                                  | 79. Romans (79231)                  | 80. Saint-Coutant (79243)             |
| 81. Sainte-Eanne (79246)                  | 82. Sainte-Néomaye (79283)                       | 83. Sainte-Soline (79297)           | 84. Saint-Gelais (79249)              |
| 85. Saint-Georges-de-Rex (79254)          | 86. Saint-Hilaire-la-Palud (79257)               | 87. Saint-Maixent-l’École (79270)   | 88. Saint-Martin-de-Bernegoue (79273) |
| 89. Saint-Martin-de-Saint-Maixent (79276) | 90. Saint-Maxire (79281)                         | 91. Saint-Rémy (79293)              | 92. Saint-Romans-des-Champs (79294)   |
| 93. Saint-Romans-lès-Melle (79295)        | 94. Saint-Symphorien (79298)                     | 95. Saint-Vincent-la-Châtre (79301) | 96. Saivres (79302)                   |
| 97. Salles (79303)                        | 98. Sansais (79304)                              | 99. Sauzé-entre-Bois (79307)        | 100. Sciecq (79308)                   |
| 101. Secondigné-sur-Belle (79310)         | 102. Séligné (79312)                             | 103. Sepvret (79313)                | 104. Soudan (79316)                   |
| 105. Souvigné (79319)                     | 106. Valdelaume (79140)                          | 107. Val-du-Mignon (79334)          | 108. Vallans (79335)                  |
| 109. Vançais (79336)                      | 110. Vanzay (79338)                              | 111. Vernoux-sur-Boutonne (79343)   | 112. Villefollet (79348)              |
| 113. Villemain (79349)                    | 114. Villiers-en-Bois (79350)                    | 115. Villiers-en-Plaine (79351)     | 116. Villiers-sur-Chizé (79352)       |
| 117. Vouillé (79355)                      |                                                  |                                     |                                       |

## Neuordnung der Arrondissements 2018

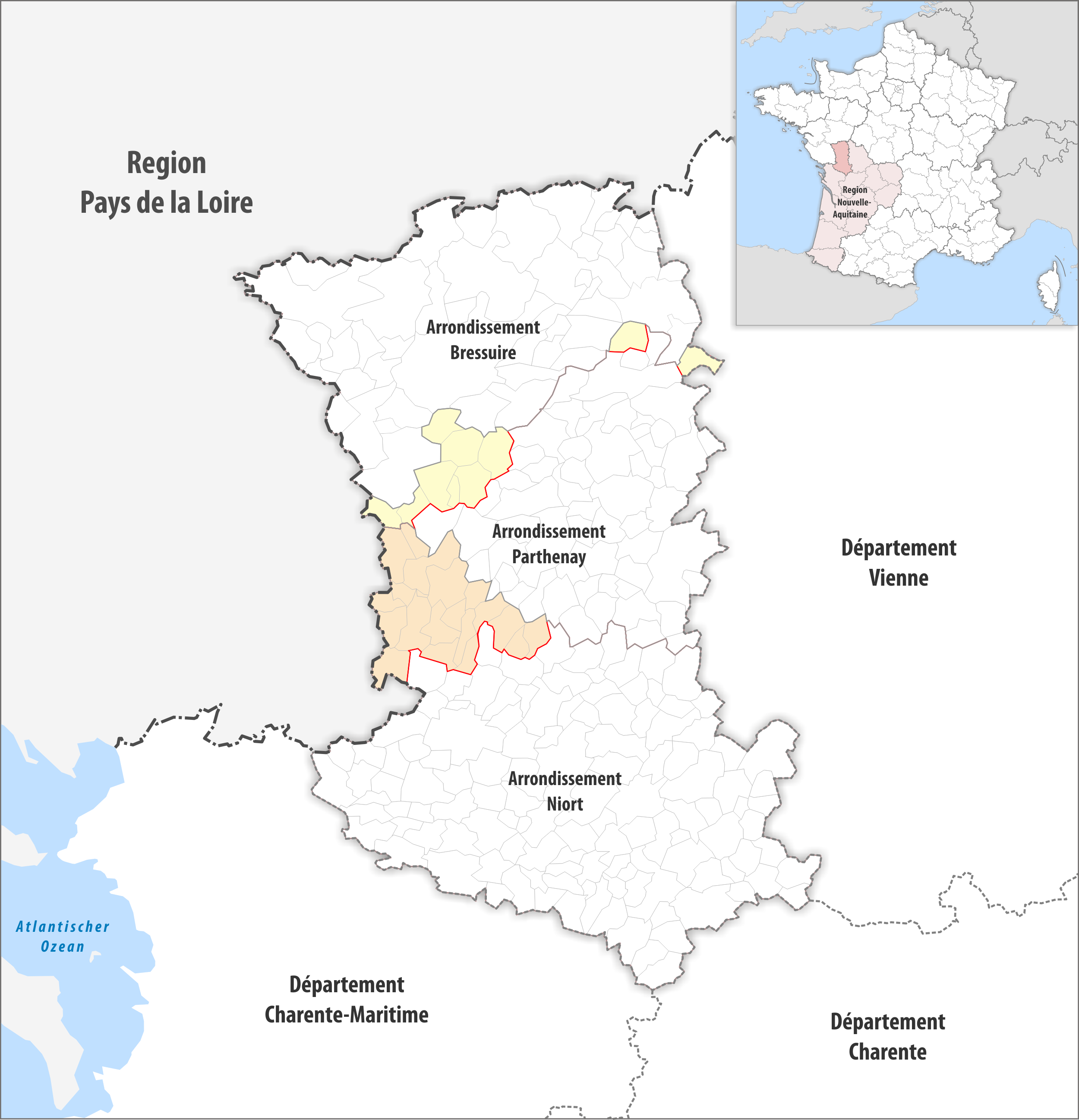
Arrondissementsanpassungen im Jahr 2018

Zum 1. Januar 2018 wurden die 20 Gemeinden Ardin, Béceleuf, Beugnon-Thireuil, Champdeniers, Coulonges-sur-l’Autize, Cours, Faye-sur-Ardin, Fenioux, La Chapelle-Bâton, Le Busseau, Pamplie, Puihardy, Saint-Christophe-sur-Roc, Sainte-Ouenne, Saint-Laurs, Saint-Maixent-de-Beugné, Saint-Pompain, Scillé, Surin und Xaintray aus dem Arrondissement Niort in das Arrondissement Parthenay übertragen.

## Ehemalige Gemeinden seit der landesweiten Neuordnung der Kantone
- bis 2024: Caunay, Montalembert, Pers, Pliboux, Sauzé-Vaussais
- Bis 2018: Mougon-Thorigné, Aigonnay, Sainte-Blandine, La Chapelle-Thireuil, Le Beugnon, Celles-sur-Belle, Saint-Médard, Chef-Boutonne, La Bataille, Crézières, Tillou, Chail, Sompt, Saint-Génard, Pouffonds, Melle, Mazières-sur-Béronne, Paizay-le-Tort, Saint-Léger-de-la-Martinière, Saint-Martin-lès-Melle, Prailles, La Couarde, Hanc, Ardilleux, Bouin, Pioussay, Usseau, Priaires, Thorigny-sur-le-Mignon
- Bis 2017: Belleville, Boisserolles, Prissé-la-Charrière, Saint-Étienne-la-Cigogne
- Bis 2016: Gournay-Loizé, Les Alleuds, Mougon, Thorigné